# 邦热苏斯-达拉帕
邦热苏斯-达拉帕是巴西巴伊亚州的一个市镇。总面积3951.425平方公里，总人口66192人，人口密度16.8人/平方公里。